# Gelnhäuser Tageblatt
Das Gelnhäuser Tageblatt war eine Tageszeitung im Altkreis Gelnhausen. Die Redaktion hatte ihren Sitz in Gelnhausen, während der Druck des Blattes durch das Druck- und Pressehaus Gießen erfolgte, das unter anderem auch den Gießener Anzeiger herausgibt. Das Tageblatt war damit Teil der Zeitungsgruppe Zentralhessen in der Verlagsgruppe Rhein Main.

## Geschichte
Das Gelnhäuser Tageblatt erschien erstmals am 6. Januar 1833 unter dem Namen Wöchentliches Unterhaltungsblatt, nachdem der erste Herausgeber Johann Carl Janda eine entsprechende Lizenz der Stadt Gelnhausen erhalten hatte.
Nach dem Tode Jandas übernahm dessen Sohn Johann Ferdinand 1869 das Unternehmen, ehe es 1888 an den erst 22-jährigen Friedrich Wilhelm Kalbfleisch übergeben wird. Kalbfleisch kann den Betrieb modernisieren und die Zahl der Abonnenten bis 1911 auf über 2000 steigern.
Ab dem 2. Januar 1919 hieß das Blatt Gelnhäuser Tageblatt, es erschien nun nicht mehr nur drei Mal pro Woche, sondern täglich.
Bereits kurz nach der nationalsozialistischen Machtübernahme 1933 wurde das Blatt kurzzeitig verboten, ehe es am 30. November 1935 eingestellt und durch die nationalsozialistisch orientierteKinzig-Wacht ersetzt wurde.
Die Neugründung nach dem Zweiten Weltkrieg erfolgte 1949 durch die Söhne Kalbfleischs und das Tagesblatt erschien zunächst drei Mal wöchentlich, später täglich.
Im Jahr 1986 beteiligte sich der Gießener Anzeiger am Tageblatt.
Im Jahr 2008 feierte das Gelnhäuser Tageblatt sein 175-jähriges Bestehen. Ebenfalls seit 2008 betrieb die Zeitung unter der Webadresse gt-lokal.de ein Portal, auf dem sich registrierte Benutzer als „Bürgerreporter“ mit Text- und Bildbeiträgen beteiligen konnten.
Zum 31. März 2017 wurde das Tageblatt mitsamt seinen Anzeigenblättern eingestellt.

## Auflage
Die verkaufte Auflage des Gelnhäuser Tageblatts betrug im ersten Quartal 2017 4.587 Exemplare. Das entspricht einem Rückgang von 2530 Stück oder 36 Prozent gegenüber 1998. Danach wurde das Blatt eingestellt.
| 1998 | 1999 | 2000 | 2001 | 2002 | 2003 | 2004 | 2005 | 2006 | 2007 | 2008 | 2009 | 2010 | 2011 | 2012 | 2013 | 2014 | 2015 | 2016 | 2017 | 2018 | 2019 | 2020 | 2021 | 2022 | 2023 | 2024 |
| ---- | ---- | ---- | ---- | ---- | ---- | ---- | ---- | ---- | ---- | ---- | ---- | ---- | ---- | ---- | ---- | ---- | ---- | ---- | ---- | ---- | ---- | ---- | ---- | ---- | ---- | ---- |
| 7068 | 7050 | 7270 | 7141 | 7142 | 6954 | 6854 | 6865 | 6645 | 6567 | 6387 | 6201 | 6035 | 5883 | 5774 | 5536 | 5271 | 4933 | 4667 |      |      |      |      |      |      |      |      |

## Verbreitung
Das Gelnhäuser Tageblatt bediente die Stadt Gelnhausen und die Kommunen des ehemaligen Kreises Gelnhausen.

## Ausgaben
Das Tageblatt erschien neben seiner werktäglichen Ausgabe noch mit den kostenlosen Anzeigenblättern GT Extra (mittwochs) und GT zum Sonntag.